# Wolfgang Trillhaas
Wolfgang Trillhaas (* 31. Oktober 1903 in Nürnberg; † 24. April 1995 in Göttingen) war ein deutscher lutherischer Pfarrer und Theologe. Er wirkte als Ordinarius für Praktische Theologie und Systematik in Erlangen und Göttingen.

## Leben und Wirken
Trillhaas, ein Sohn des Pfarrers Friedrich Trillhaas († 1954), wuchs in einer bürgerlichen Familie in Nürnberg auf. Er besuchte von 1913 bis 1922 das von Philipp Melanchthon 1526 gegründete Melanchthon-Gymnasium. Nach dem Abitur studierte er Philosophie und Theologie an den Universitäten München, Erlangen und Göttingen, u. a. bei Alexander Pfänder, Paul Althaus, Werner Elert, Emanuel Hirsch und Karl Barth. Nach Ablegung seiner akademischen Examina und seiner Ordination ging er 1926 als Stadtvikar nach Regensburg. Ab 1928 wirkte er in Erlangen, ab 1935 als Stadtpfarrer. An der dortigen Universität wurde er 1931 mit der Schrift Seele und Religion zum Doktor der Philosophie, 1932 mit der Schrift Predigt und Lehre bei Schleiermacher zum Lizentiaten der Theologie und 1944 mit der Schrift Grundzüge der Religionspsychologie zum Doktor der Theologie promoviert. Eine Berufung an die Universität in Halle wurde durch seine Mitarbeit bei der Bekennenden Kirche verhindert. 
1945 wurde Trillhaas ordentlicher Professor für Praktische Theologie in Erlangen. 1946 erfolgte ein Ruf nach Göttingen, wo er bis zu seiner Emeritierung 1972 lehrte. Von 1950 bis 1952 wirkte er als Rektor der Universität. 1954 wechselte er auf eigenen Wunsch von der Praktischen zur Systematischen Theologie. Als CDU-Mitglied war Trillhaas von 1948 bis 1950 Mitglied des Göttinger Stadtrats.
Trillhaas starb am 24. April 1995 in Göttingen. Sein Grab befindet sich in Erlangen auf dem Neustädter Friedhof.
Trillhaas galt zu seiner Zeit als einer der bedeutendsten praktischen und systematischen Theologen. Seine Lehrbücher zur Ethik, Dogmatik, Predigtlehre, Religionspsychologie und Religionsphilosophie erreichten hohe Auflagen. In seiner Studienzeit in München bekam Trillhaas ein andauerndes Interesse für das vor allem lebensweltlich relevante Phänomen der Philosophie durch seinen Lehrer, den Philosophen und Psychologen Alexander Pfänder, der das Haupt der Münchener Schule der Phänomenologie war. Auf dessen Werk hinweisend, gab Trillhaas 1948 Pfänders Philosophie der Lebensziele aus dem Nachlass heraus, zu der er ein Nachwort schrieb.
Trillhaas wurde 1967 von der Universität Helsinki und 1973 von der Universität Wien mit der theologischen Ehrendoktorwürde ausgezeichnet. Zu seinen Schülern gehören unter anderem Hans-Joachim Birkner, Hermann Fischer, Dietrich Rössler, Friedrich Wintzer, Trutz Rendtorff, Hans-Walter Schütte und Herbert Donner.

## Schriften (Auswahl)
- Evangelische Predigtlehre (= Pfarrbücherei für Amt und Unterweisung. Band 4). München 1935. 2. Auflage 1936. 3. Auflage 1948. 4. Auflage. 5. Auflage 1964.
- Die Einheit der heiligen Schrift (= Wittenberger Reihe. H. 4). Berlin 1936.
- Die Taufe als Grundstein der Kirche. Erlangen 1937.
- Vom Leben der Kirche. Ein Jahrgang Predigten. München 1938.
- Grundzüge der Religionspsychologie. München 1946. 2. Auflage (Religionspsychologie) 1953.
- Studien zur Religionssoziologie. Göttingen 1949. 2. Auflage (Bürger, Bauer, Proletarier) 1949.
- Vom Wesen des Menschen. Eine christliche Anthropologie. Stuttgart 1949.
- Der Dienst der Kirche am Menschen. Pastoraltheologie (= Pfarrbücherei für Amt und Unterweisung. Band 1). München 1950. 2. Auflage 1958.
- Akademische Reden. 1950–1952. Göttingen 1952.
- Das apostolische Glaubensbekenntnis. Geschichte, Text, Auslegung (= Glaube und Lehre. Band 1). Witten 1953.
- Von den Geheimnissen Gottes. Predigten (= Pflüget ein Neues. H. 1). Göttingen 1956.
- Ethik (= Sammlung Töpelmann. Die Theologie im Abriß. Band 4). Berlin 1959. 2. Auflage 1965. 3. Auflage: de Gruyter Lehrbuch, Berlin 1970.
- Dogmatik (=  Sammlung Töpelmann. Die Theologie im Abriß. Band 3). Berlin 1962. 2. Auflage 1967. 3. Auflage: de Gruyter Lehrbuch, Berlin 1972. 4. Auflage 1980.
- Das Evangelium und der Zwang der Wohlstandskultur (= Theologische Bibliothek Töpelmann. H. 13). Berlin 1966.
- Predigten aus den Jahren 1956 bis 1966 (= Pflüget ein Neues. Göttinger Predigthefte. H. 21–23). Göttingen 1967.
- Sexualethik. Göttingen 1969. 2. Auflage 1970.
- Religionsphilosophie. (= de Gruyter Lehrbuch). Berlin 1972.
- Einführung in die Predigtlehre. Darmstadt 1974.
- Perspektiven und Gestalten des neuzeitlichen Christentums. Göttingen 1975.
- Aufgehobene Vergangenheit. Aus meinem Leben. Göttingen 1976.

- Bibliographie Wolfgang Trillhaas. Zum 60. Geburtstag am 31. Oktober 1963. Zusammengestellt von Hanswalter Schütte. In: Theologische Literaturzeitung 89, 1964, Sp. 229–232.